# Ґлен Чадборн
Ґлен Чадборн (англ. Glenn Chadbourne, нар. 19 жовтня 1959, Дамрискотта, Лінкольн, Мен, США) — американський художник. Він живе в Ньюкаслі, штат Мен. Ґлен найбільш відомий своїми роботами в жанрах жахів і фентезі, створюючи обкладинки та ілюструючи книги та журнали для таких видавництв, як Cemetery Dance Publications, Subterranean Press і Earthling Publications. Пан Чедборн відомий своїм почуттям гумору та приземленістю, а також надзвичайною чесністю у своїй роботі.

## Життєпис
Ґленн Чадборн навчався в Академії Лінкольна, потім продовжив навчання в Портлендській школі мистецтв. Він також навчався в Університеті штату Мен в Огасті, а також в Університеті Південного Мену.
Його перша робота була опублікована наприкінці 1980-х для інформаційного бюлетеня Стівена Кінга під назвою Касл Рок. Він виграв конкурс, який закликав художників представити щось, пов'язане зі Стівеном Кінгом.
На початку 1990-х він написав, проілюстрував і опублікував кілька коміксів під назвами ChillVille і Farmer Fiend's Horror Harvest. Зрештою він познайомився з Ріком Гауталою, і його попросили проілюструвати його збірку оповідань «Клопи» . Після того, як у 1999 році Cemetery Dance Publications надрукувало книгу Клопи, Ґлен Чадборн став відомим і відтоді він проілюстрував роботи для багатьох відомих письменників жанру жахів.
Так, він проілюстрував Секретарка снів: Том 1, графічну колекцію оповідань Стівена Кінга, яка була опублікована Cemetery Dance Publications у 2006 році трьома обмеженими виданнями. Було відомо, що на початку 2007 року Ґленн Чадборн намалював Том другий.

## Часткова бібліографія
- Супутник Стівена Кінга: Чотири десятиліття страху від майстра жахів Джордж Бім (автор), Майкл Велан (ілюстратор), Ґлен Чадборн (ілюстратор), Стівен Спігнезі (вступ) St. Martin's Press, (2015)
- Дорога мерця, Джо Р. Ленсдейл (Subterranean Press, 2013)
- Пастка для привидів, Дейв Лоуелл (Flights of Imagination, 2007)
- Хлопець з Колорадо (Обмежена серія Ґлена Чадборна) Стівена Кінга (PS Publishing, 2007)
- Секретарка снів: Том 1 Стівена Кінга (Cemetery Dance Publications, 2006)
- Мертва Земля: Зелений світанок Марка Джастіса та Девіда Т. Вілбенкса зі вступом Гері А. Браунбека (PS Publishing, 2007)
- Ранок біля вогнища Крістофера Фейгі (Overlook Connection Press)
- Король та інші історії Джо Р. Ленсдейла (Subterranean Press, 2006)
- Закривавлений Оз Крістофера Ґолдена та Джеймса А. Мура (500 пронумерованих примірників, випущених Earthling Publications, 2006) (також випущено обмеженим тиражем у 26 примірників із кольоровою ілюстрацією Ґлена Чадборна кожна)
- Вікна Рея Ґартона (Cemetery Dance «Signature Series», 2006)
- Види бур'янів Джека Кетчума (чорно-біле оформлення інтер'єру Ґлена Чадборна) (Cemetery Dance Publications, 2006)
- Ілюстрована книга дрібниць Стівена Кінга Браяна Фрімена та Бев Вінсент (Cemetery Dance Publications, 2005) ISBN 1-58767-116-6 (також випущено як видання з літерами в 52 примірниках, яке супроводжувалося ОРИГІНАЛЬНОЮ ілюстрацією Ґлена Чадборна, використаною в книзі)
- Дорога до темної вежі Бев Вінсент (Cemetery Dance Publications, 2005) ISBN 1-58767-104-2 (також випущено як видання з літерами в 52 примірниках, яке супроводжувалося оригінальним малюнком Темної вежі Ґлена Чадборна)
- Клопи Ріка Гаутала (Cemetery Dance Publications, 1999)
- 1922 у Повній темряві. Без зірок Стівена Кінга (Cemetery Dance Publications, 2010)
- Темна людина Стівена Кінга (Cemetery Dance Publications, 2013)
- Антологія Володарі бритви за редакцією Джо Р. Ленсдейла (Subterranean Press), 2006
- Пара тузів збірка оповідань і сценарій Джо Р. Ленсдейла та Ніла Барретта-молодшого (Macabre Ink Production, 2014)

### Комікси
- Фанґ № 3 (1992, Tangram Publishing) (з попереднім переглядом ЧиллВілль)
- ЧиллВілль (AKA «Ласкаво просимо до ЧиллВілля») (1993, Tangram Publishing) (1 випуск)
- ЧиллВілль (Maine Stream Comics) (1 випуск)
- Жахливі жнива фермера Фейнда (1 випуск, лютий 1995; «Працюй, поки не помреш, графіка»)
- Кров для музи: ЧиллВілль (опубліковано Chanting Monk Studios) (2 випуски, 1997) (перевидання ЧиллВілль від Tangram Publishing, розподілене на два випуски) (випуск № 1 містить попередній перегляд «Дубових дверей», який зрештою був опублікований повністю Могильні казки № 2 дивіться нижче)
- Кров для Музи: Трагедія агонії та екстазу (1998, Blind Wolf Studios) (1 випуск) (Особливості «Трагедія приносить її»)
- Дреґ, написаний Террі М. Вестом (було зроблено лише 200 попередніх копій) (1997, Dark Muse Productions) (1 випуск)
- Цвинтарний танець презентує могильні казки (доступний обмеженим тиражем у твердій обкладинці та у звичайному стилі коміксів):

- Випуск 1 (художнє оформлення «Тіні пізнього літа» Ріка Гаутали) (1999)
- Випуск 2 (ілюстрації до «Кукурудзяної ляльки» Ела Саррантоніо та «Дубових дверей» Деніела Д. Берра) (2000)
- Випуск 3 (ілюстрації до «Симпатична чорна свиноматка» Томаса Ф. Монтелеоне) (2001)
- Випуск 4 (ілюстрація до «Легенди» Гаррета Пека) (2005)
- Випуск 5 (ілюстрації до «Сніговиків» Кілана Патріка Берка) (2008)
- Випуск 6 (ілюстрації до «Звалище проклятих» Роберта Морріша) (заплановано на 2008 рік)

### Фрески
Усі розташовані в Льюїстоні, штат Мен
- Закусочна Да Вінчі
- Ломбард Льюїстон
- Ресторан «Розповідь кита» Карусель Марина